# José Ramón Castro Álava
José Ramón Castro Álava (Tudela, 31 de agosto de 1896-Pamplona, 13 de julio de 1977) era un historiador, archivero, filólgo y médico cirujano y oftalmólogo español, que llegó a ser director del Archivo Real y General de Navarra y miembro del patronato «Menéndez Pelayo» del Consejo Superior de Investigaciones Científicas. Fue académico correspondiente de la Real Academia de Historia, de Bellas Artes de San Fernando, de Buenas Letras de Barcelona y de Nobles y Bellas Artes de San Luis. En una feria del libro celebrada en Tudela en 1928, dirigiéndose a sus convecinos, mostraba su concepción sobre el estudio de la historia:

Como es notorio, hace tiempo vengo consagrando mis entusiasmos a estudiar el pasado de nuestra Ciudad en archivos y bibliotecas, y es natural, que al conocimiento de nuestras glorias pretéritas siga el entusiasmo por difundirlas entre mis convecinos, no con la estúpida intención de llenar de satisfacción el presente con el recuerdo del pasado, que eso sería vivir de las aromas de un vaso vacío, sino con la de preparar el porvenir. Así concibo el estudio de la historia.
José Ramón Castro, 6 de octubre de 1928

## Biografía

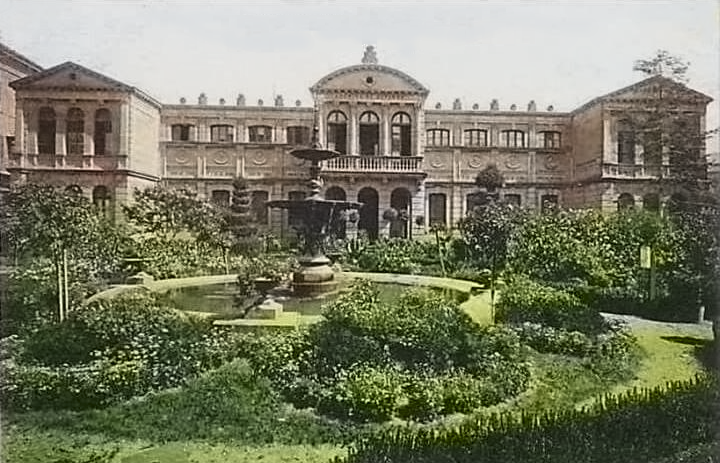
Instalaciones anteriores del Archivo de Navarra en un edificio construido ex-profeso a finales del, donde ejerció José Ramón sus labores archivísticas.

Tras cursar estudios de Medicina y Cirugía se licenció el año 1919. También obtuvo el Diploma del Instituto Oftálmico Nacional. Al mismo tiempo cursó estudios de Filosofía y Letras, sección de Historia, en la Universidad de Zaragoza, obteniendo premio extraordinario de licenciatura (1928). Ejerció la medicina alternándola con los estudios e investigación histórica. Fue profesor de Historia y Geografía en el Instituto “Miguel Servet” de Zaragoza y catedrático numerario de Geografía e Historia en el Instituto “Ximénez de Rada” de Pamplona.
Fue nombrado archivero del Archivo Real y General por la Diputación Foral de Navarra el 17 de octubre de 1941, cargo que ocupó durante 25 años hasta su jubilación en 1966. Durante su mandato logró la creación del Servicio Fotográfico y de Microfilmación y del Laboratorio de Restauración logrando un servicio moderno que sirvió de referencia, siendo ambos los precedentes «de los actuales talleres de Digitalización y Restauración, “servicios fundamentales para el desarrollo diario de las tareas de tratamiento técnico destinadas a la conservación de la documentación y su puesta a disposición de todos los ciudadanos”».
Aunque, sin duda, para muchos investigadores, su labor más destacada «fue el impulso, elaboración y publicación del Catálogo de la Sección de Comptos del Archivo General de Navarra, “una magna obra de descripción documental”» logrando publicar 36 tomos. «Esta labor tuvo continuidad, tras su jubilación, de la mano de su colaborador y sucesor en la dirección de la institución, Florencio Idoate.»
Estuvo casado con María Nieves Ochoa-Lácar y, al mismo tiempo, tenía una hermana, Carmen Castro Álava, casada con un hermano de su mujer, Emilio Ochoa-Lácar. La familia Ochoa-Lácar era propietaria de una conocida empresa de comercialización metalúrgica de Navarra. Un hijo de este matrimonio, Javier María, fue durante muchos años director de la Biblioteca "Yanguas y Miranda" de Tudela. 

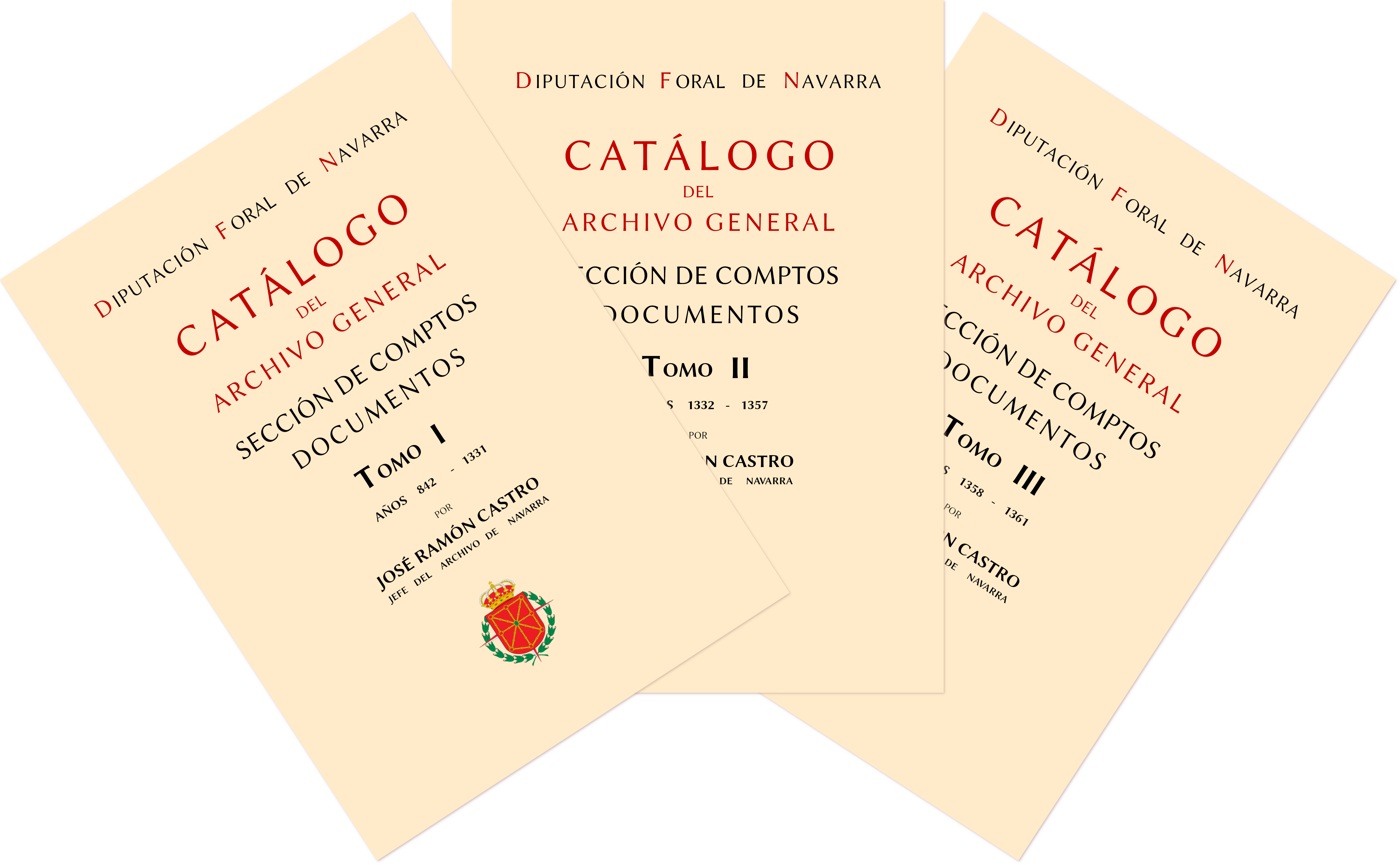
Los tres primeros tomos del Catálogo del Archivo General de Navarra. Sección de Comptos cuya serie inició José Ramón Castro Álava.

## Publicaciones
Puesto que era un hombre de gran erudición y polifacético, reseñar tan sólo algunas de sus numerosas publicaciones y obras según los campos tratados:

### Archivística
- Catálogo del Archivo General de Navarra, Sección Comptos, vols. I a XXXVI (años 842 a 1425), Pamplona, 1952-1964, «viene a ser, sin lugar a dudas, una contribución de primerísimo orden para la investigación de la historia navarra.»[7] Su iniciada labor catalográfica tuvo una larga y profusa continuación en sus sucesores, como Florencio Idoate Iragui y Javier Baleztena, entre otros.

### Historia
- Ensayo de una biblioteca tudelana, Tudela, Imprenta Castilla, 1933.[8] premiada en concurso organizado por el Ayuntamiento de Tudela en 1929 bajo el título «Tudela síntesis de lealtad Navarra» (sic), donde recoge una relación de libros impresos desde el siglo XV al XX, así como apuntes biográficos sobre varios autores tudelanos.
- Lealtad de Tudela a los últimos reyes de Navarra, Zaragoza, Tip. La Académica, 1933.
- Yanguas y Miranda. Una vida fecunda al vaivén de la política, Pamplona, Editorial Gómez, 1963.
- Carlos III el Noble: rey de Navarra, Institución Príncipe de Viana, Diputación Foral de Navarra, 1967, 664 páginas. Esta obra, en la que invirtió ocho años de trabajo, aún mantiene su vigencia dado «su aporte documental impresionante»,[7] «un cúmulo inapreciable de datos, ordenados de manera un tanto peculiar y en realidad pendientes de una verdadera elaboración.»[9] Está disponible en el servicio en línea de BiNaDi.[10]

### Arte
- Pintores navarros del siglo XVI, Institución Príncipe de Viana. Diputación Foral de Navarra, 1942-1943, cinco artículos.
- Cuadernos de arte navarro, pintura. Pamplona, Institución Príncipe de Viana, 1944 donde recopila su amplio estudio sobre autores y obras, especialmente en la Merindad de Tudela entre los siglos XV-XVII.
- Escultores navarros, Institución Príncipe de Viana. Diputación Foral de Navarra, 1944-1948, siete artículos dedicados a varios escultores navarros o que trabajaron en Navarra.
- Cuadernos de arte navarro, escultura. Pamplona, Institución Príncipe de Viana, 1949 donde recopila su estudio sobre escultores, y sus obras, con especial atención a la Merindad de Tudela en el siglo XVI.
- Los Retablos de los Monasterios de La Oliva y Fitero, Institución Príncipe de Viana. Gobierno de Navarra, 1941

### Divulgación cultural
- Colección "Navarra. Temas de Cultura Popular", editada por la Dirección de Turismo, Bibliotecas y Cultura Popular  de la Diputación Foral de Navarra siendo el tercer autor con más aportaciones con un total de 18 números. Destacar algunas versiones más ligeras sobre figuras de la historia de Navarra como:
  - Carlos II el Malo. Navarra. Temas de Cultura Popular 241. Diputación Foral de Navarra. 1975. ISBN 84-235-0280-5.
  - Carlos III el Noble. Navarra. Temas de Cultura Popular 11 (5ª edición). Diputación Foral de Navarra. 1983. ISBN 84-235-0104-3.
  - Yanguas y Miranda. Navarra. Temas de Cultura Popular (64) (2ª edición). Diputación Foral de Navarra, Dirección de Turismo, Bibliotecas y Cultura Popular. 1981. ISBN 978-84-235-0508-1. OCLC 431227684. Consultado el 28 de octubre de 2020.
- Pregón: se publican aquí varios artículos suyos.

## Premios y reconocimientos
- Era académico correspondiente de la Real Academia de la Historia, de la Real Academia de Bellas Artes de San Fernando, de la Real Academia de Buenas Letras de Barcelona y de la Real Academia de Nobles y Bellas Artes de San Luis, de Zaragoza.[2]
- Archivero honorario del Archivo Real y General de Navarra (por acuerdo de la Diputación Foral de Navarra con fecha del 4 de mayo de 1966) por sus 25 años como director del mismo.
- Encomienda de Alfonso X el Sabio (por decreto del gobierno español con fecha de 1 de abril de 1967).[2]
- Hijo predilecto de la Ciudad de Tudela (por acuerdo del ayuntamiento de Tudela con fecha del 30 de diciembre de 1970).[11]
- Caballero de las Palmas Académicas de Francia (por decreto del gobierno francés con fecha de 7 de agosto de 1971).[2]
- Congregante de Santa Ana (Tudela).[2]